# Recensione
La recensione è un testo valutativo e interpretativo di un'opera letteraria, scientifica o artistica (come un film, un'opera teatrale e musicale), di cui vengono analizzati gli aspetti contenutistici ed estetici. In genere le recensioni sono destinate ad un vasto pubblico e vengono pubblicate su riviste, giornali o siti web. Il termine deriva dal verbo latino rĕcensēre e significa "esaminare", "passare in rassegna", "riflettere".

## Descrizione
Una recensione è generalmente costituita dai seguenti elementi: 
- elementi informativi
- elementi interpretativi (analisi delle tematiche trattate)
- elementi valutativi (valutare l'opera recensita).

Le recensioni di opere teatrali e musicali fungono da ausilio nella scelta di determinati eventi, fornendone un sunto, una critica ed a volte una votazione. Il tempismo è importante: l'articolo deve uscire a ridosso del debutto dello spettacolo.

Nella letteratura scientifica, scopo della recensione è quello di esaminare i contenuti di lavori scientifici e di redigerne una sintesi confrontandoli con le altre pubblicazioni esistenti sulla stessa materia.

## In filologia
La recensione è una delle fasi del processo di critica del testo, fondata sull'analisi dei manoscritti e delle fonti antiche.

## In altri ambiti
Il concetto di recensione si è esteso anche ad altri ambiti: sono molto diffuse riviste, libri e società che si occupano esclusivamente di recensire ristoranti, alberghi e attività in generale.
Con l'avvento del digitale, sono stati realizzati siti web specialistici riguardo a recensioni sia di alberghi e ristoranti, che di tecnologia e servizi oltre che canali Youtube e pagine nei vari social network.